# Claustro de D. João III
O Claustro de D. João III também chamado de Claustro Grande (século XVI), é parte integrante do Convento de Cristo, localizado na freguesia de São João Baptista, cidade de Tomar, Portugal.
Classificado como Monumento Nacional (1910) e como Património Mundial (1983) enquanto parte integrante do Convento de Cristo  , o Claustro de D. João III foi concebido por Diogo de Torralva e é considerado uma obra-prima do maneirismo Europeu.

## História
|                         |  |                                        |
| Claustro de D. João III |  | Sebastiano Serlio, Livro IV, Fol. XXIX |

O Claustro Grande ou Claustro de D. João III do Convento de Cristo foi projetado e construído inicialmente por João de Castilho, entre 1533 e 1545, durante a grande empreitada renascentista de construção do novo convento levada a cabo por esse notável arquiteto. Embora tenha ficado inacabado, terá sido presumivelmente a sua mais significativa contribuição no interior desse vasto conjunto, mandado erigir por D. João III. Foi o notável humanista Frei António de Lisboa quem então liderou a profunda reforma da Ordem de Cristo e a edificação do novo convento. A etapa de construção castilhiana durou mais de vinte anos (desde c. 1532 até à data da morte do arquiteto, em 1552), sendo prolongada pelo seu sucessor, Diogo de Torralva, «Mestre das Obras» do Convento de Cristo a partir de 1554.
Por razões que permanecem por esclarecer na íntegra, três anos depois da morte de Frei António de Lisboa e dois anos volvidos sobre o desaparecimento de Castilho, D. João III ordenou a demolição desse claustro (ao que se diz, por ser considerado «perigoso»), encomendando a Torralva uma obra inteiramente nova. A demolição teve início logo em maio de 1554 e poupou apenas dois trechos clássicos do andar térreo. Em 1558, já no período de regência de D. Catarina, os aspetos mais importantes do novo programa arquitetónico deviam estar concebidos e, segundo inscrição da época, 1562 poderá ser o ano do fecho da ala norte, com o restante ainda incompleto. Em 1565 as prioridades políticas desviaram-se em definitivo de Tomar para se centrar na realização da nova capela-mor do Mosteiro dos Jerónimos, levando o arquiteto, desiludido, a retirar-se do estaleiro tomarense. A construção terá prosseguido depois da morte de Torralva, ocorrida no ano seguinte, através do seu sucessor, Francisco Lopes, mas a construção só seria terminada em 1583, já no reinado de D. Filipe I, quando Filipe Terzi assumiu a realização dos acabamentos finais, concluindo a cimalha e a elegante balaustrada clássica, a que se seguiu Pedro Fernandes Torres, autor do fontenário central do claustro.

## Características
O Claustro de D. João III faz parte do grupo de quatro grandes claustros em torno dos quais assenta a estrutura formal do Convento de Cristo. Contíguo à igreja conventual, este claustro flanqueia a fachada sul da nave manuelina; tem dois andares abobadados e uma planta quadrada, de cantos cortados, com elegantes escadas de caracol nos cantos nordeste e sudoeste. É considerado uma obra-prima de Torralva e do maneirismo europeu, revelando simultaneamente um domínio absoluto da linguagem clássica e uma nova dinâmica que representa a sua superação. São aqui claras as influências dos Livros III e IV de Sebastiano Serlio (e provavelmente de obras inspiradoras como a Villa Imperial de Pésaro de Girolamo Genga, c. 1530), que Torralva adaptou ao programa tomarense. O claustro interpreta um mesmo sintagma clássico, mas agora informado pela experiência do Alto Renascimento. A monumentalidade e a escala têm aqui um papel decisivo através da cuidadosa proporção dos vãos e dos elementos portantes. "O resultado é um corpo de galerias de uma transparência diáfana", de uma suave luminosidade, reverberada pela pedra branda de cor quente; "Os valores de luz e sombra são acentuados pelo jogo de cromatismo das superfícies".
Segundo Vítor Serrão, o caráter maneirista da proposta arquitetónica é-nos revelado de múltiplas formas:
"A consciência mais despojada das ordens (dórico e jónico) na relação sintática dos módulos em que se dispõem os dois andares, mas escalonadas em planos distintos; a dissolução destas no recurso aos ângulos cortados por estruturas cilíndricas, envolvendo as sinuosas escadarias de acesso ao piso nobre numa complexa (e convexa) articulação; a ambígua relação cromática, na utilização dos mármores e na labiríntica disposição das reentrâncias; e a notável desproporção arrítmica (dentro dessa esmagadora visão em monumentalidade que antecede a linguagem palladiana) definida entre os espaços (corredores, alas e reentrâncias), sempre numa turbulenta relação de forças comum a toda a estrutura programática, revelam-nos uma atitude esclarecida de arquiteto não-renascentista e anticlássico".

## Galeria de imagens

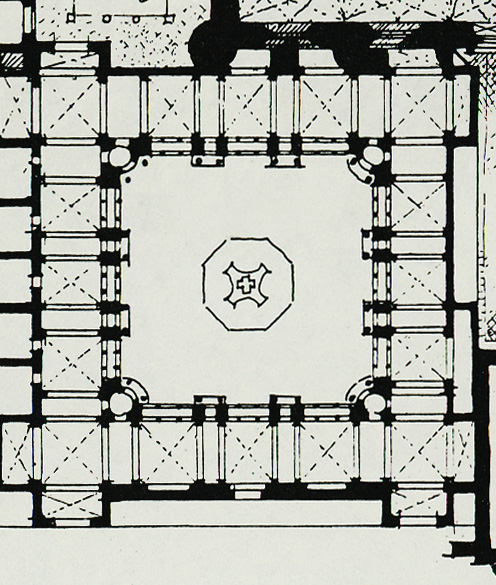
Albrecht Haupt, planta do claustro de D. João III
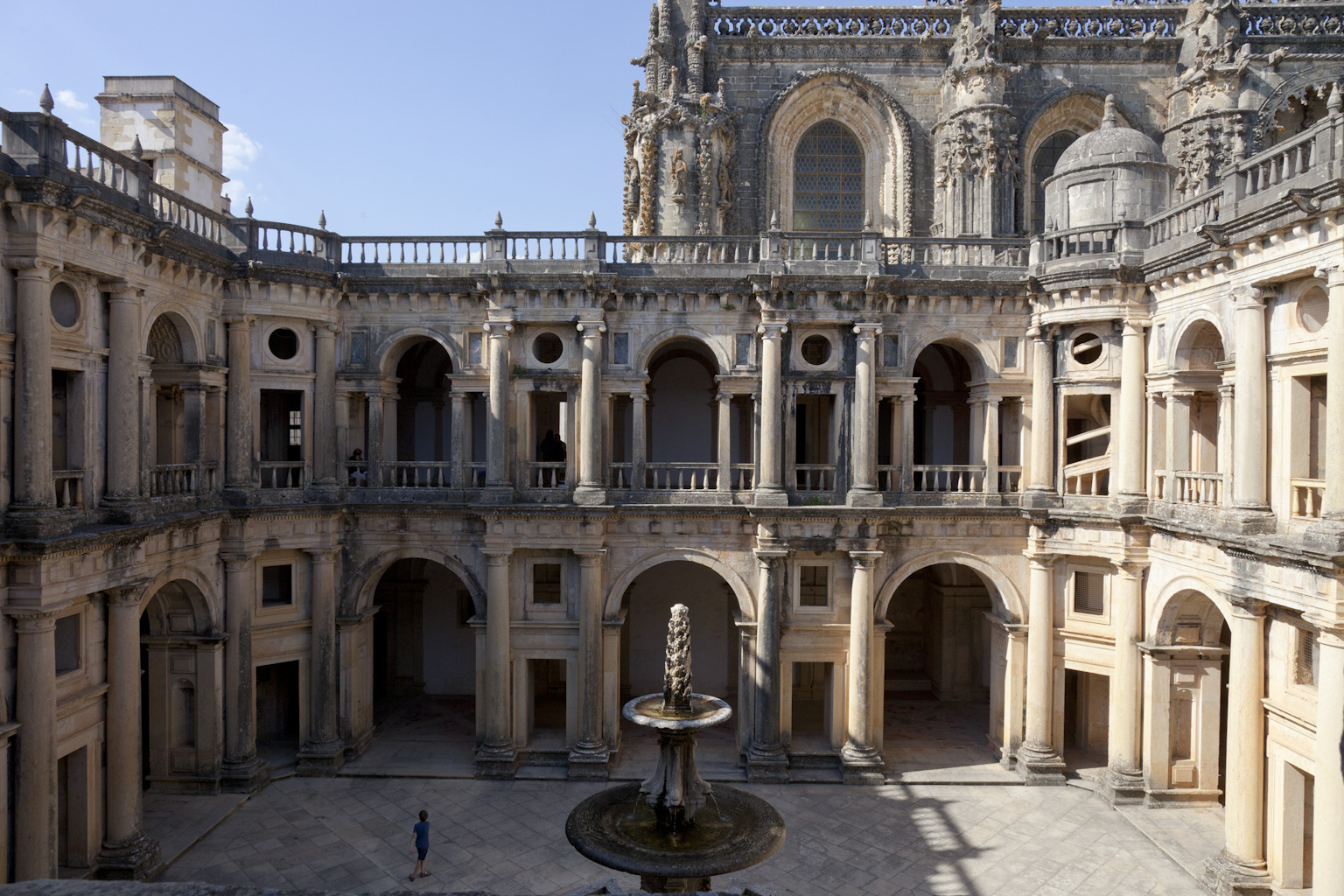
Claustro de D. João III
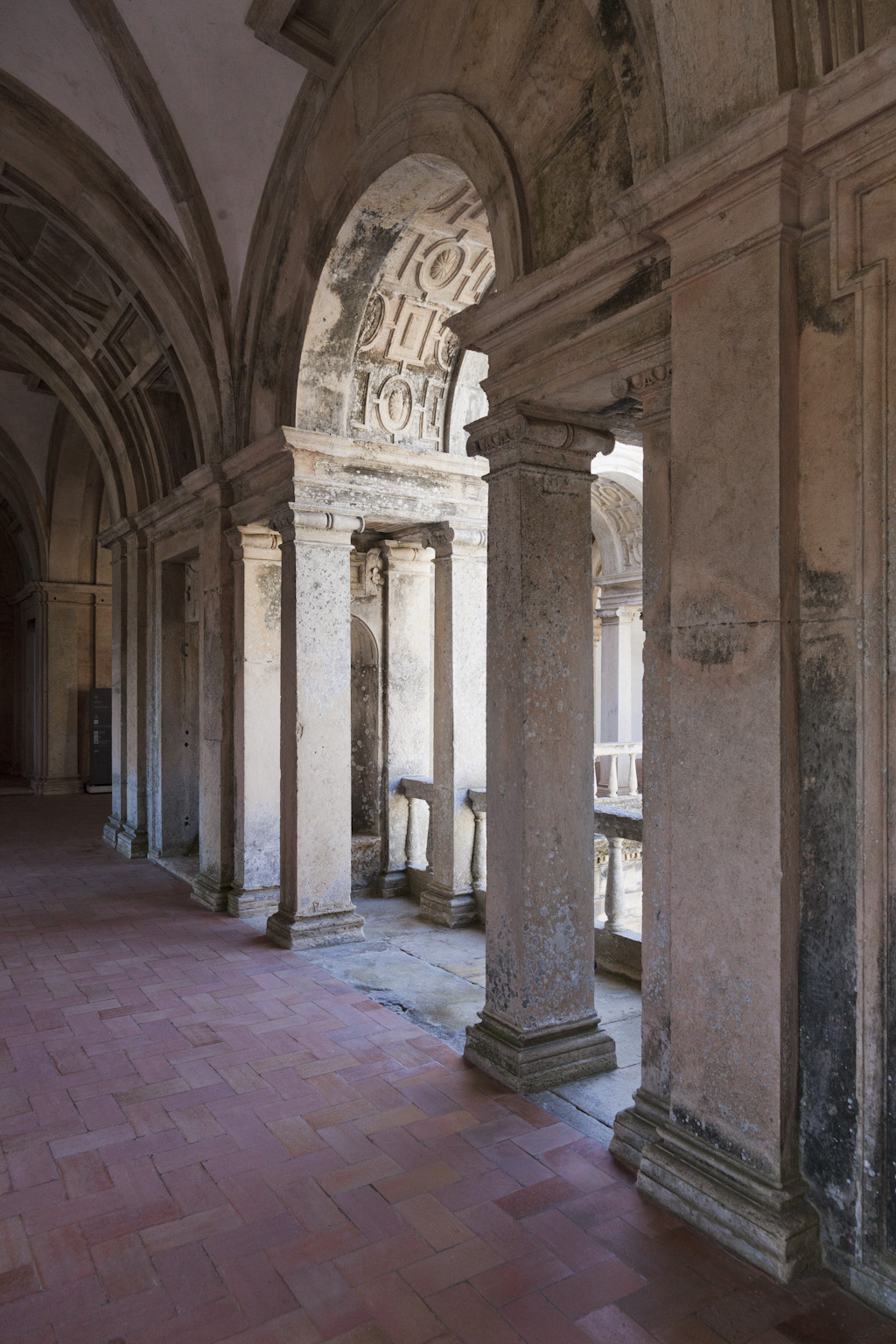
Claustro de D. João III
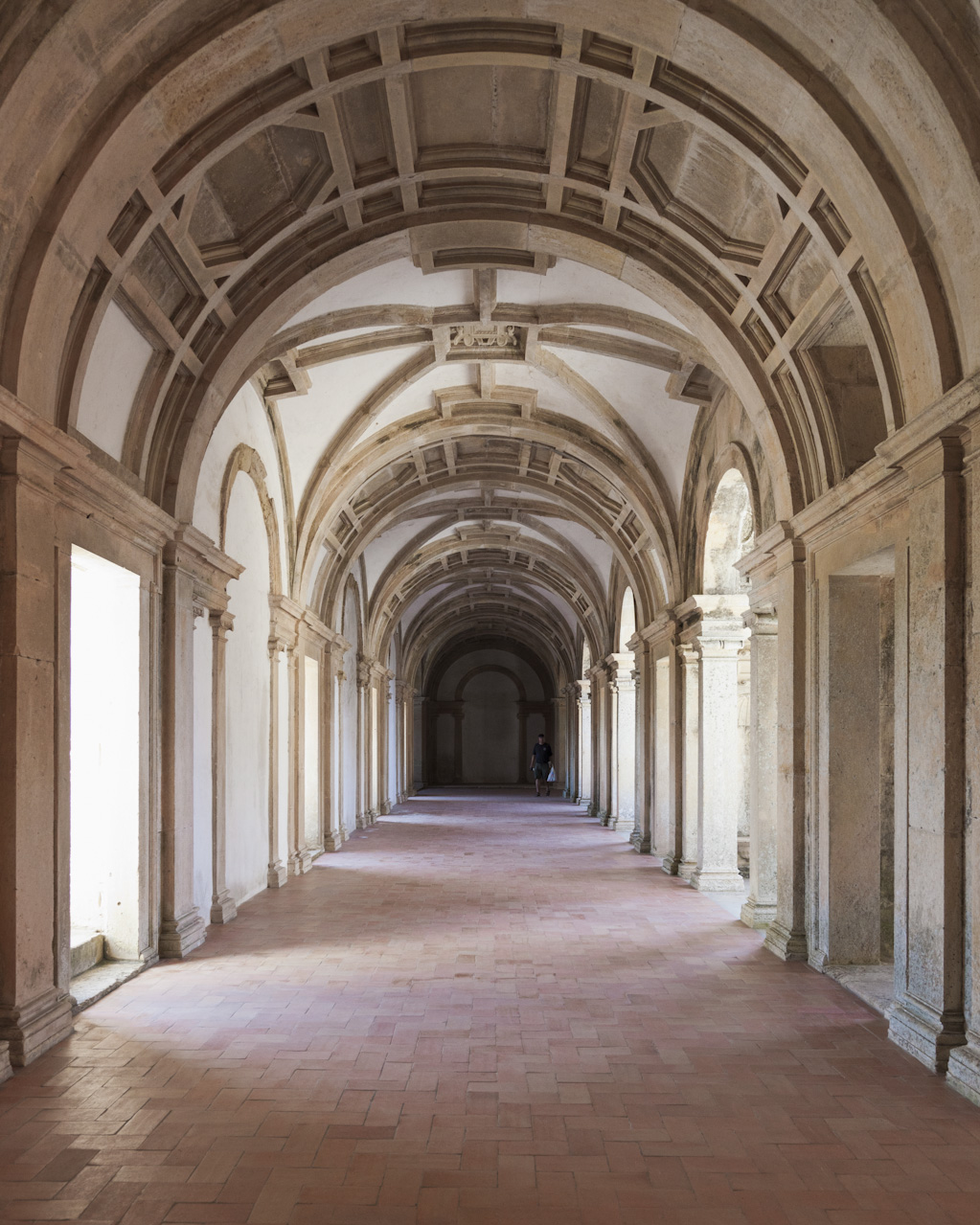
Claustro de D. João III
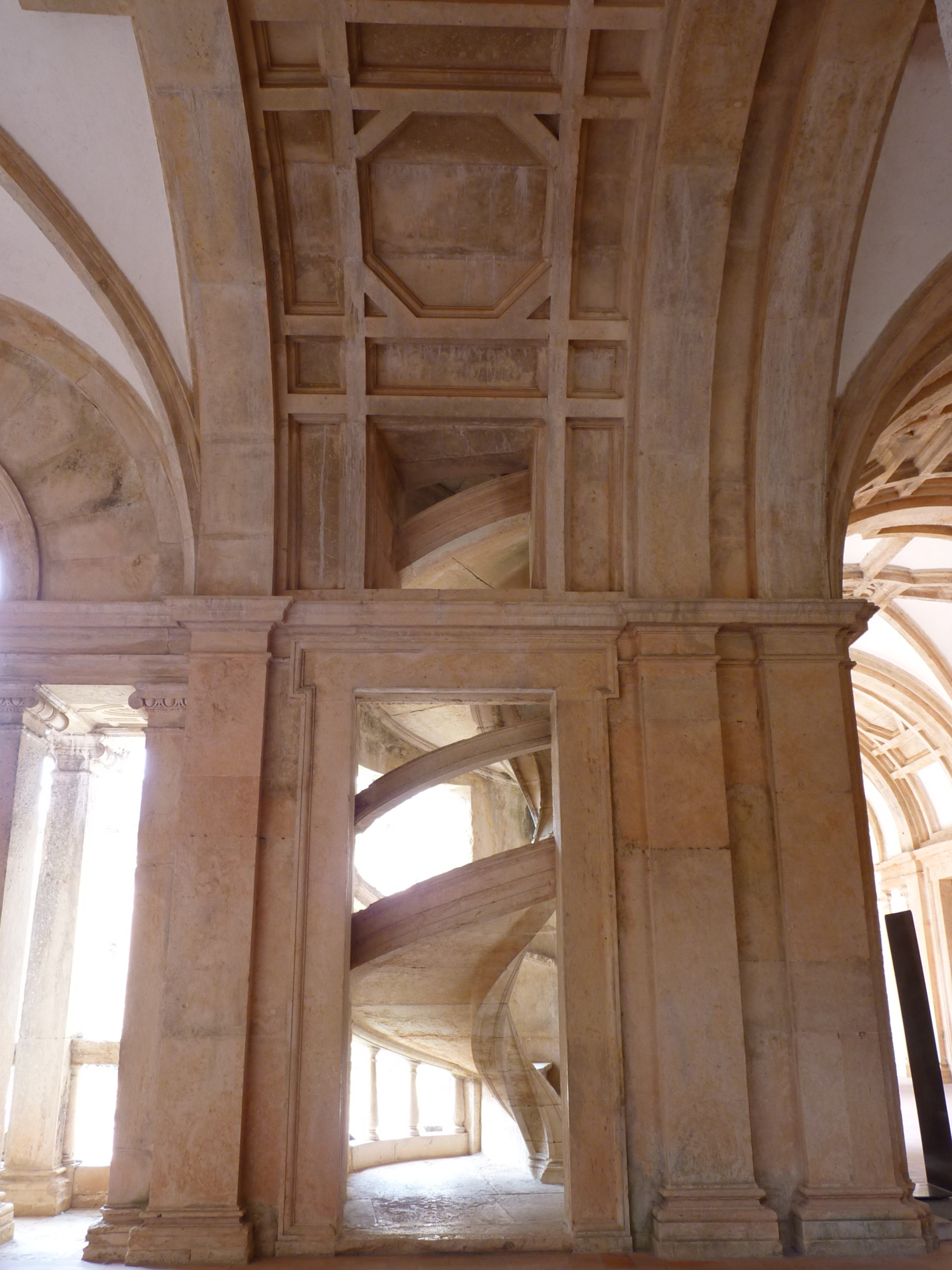
Claustro de D. João III
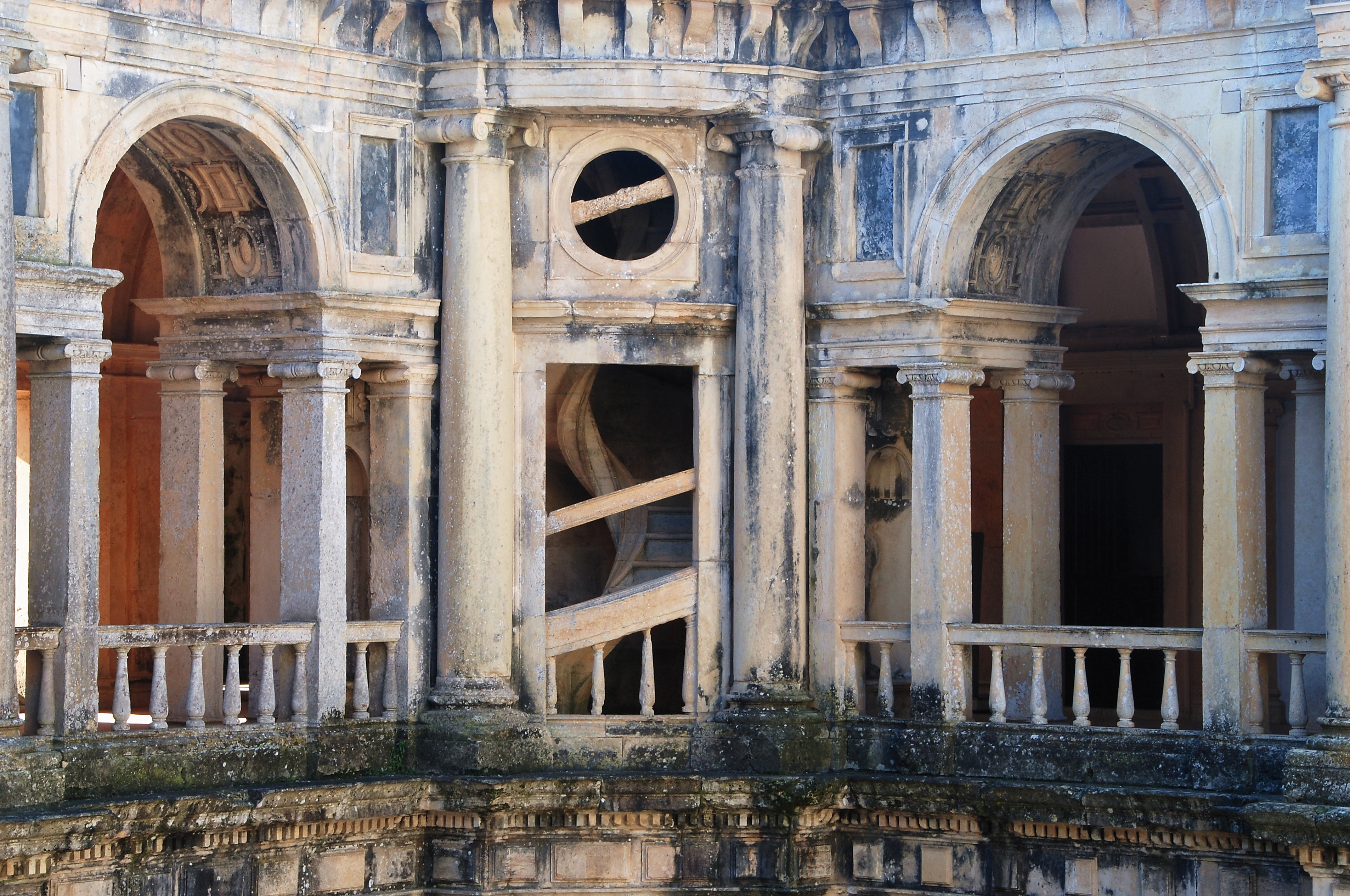
Claustro de D. João III
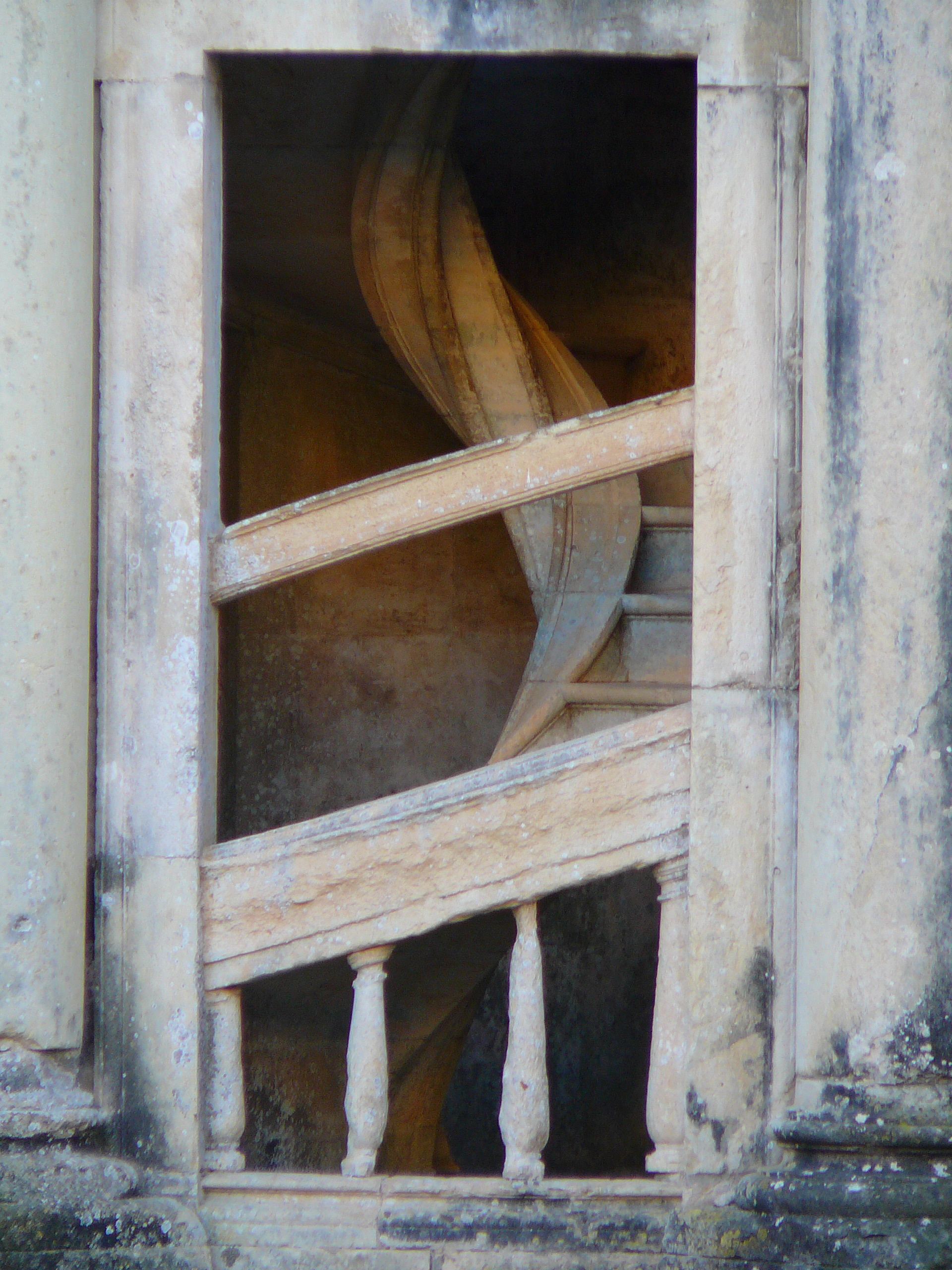
Claustro de D. João III